# Wiktor Grzywo-Dąbrowski

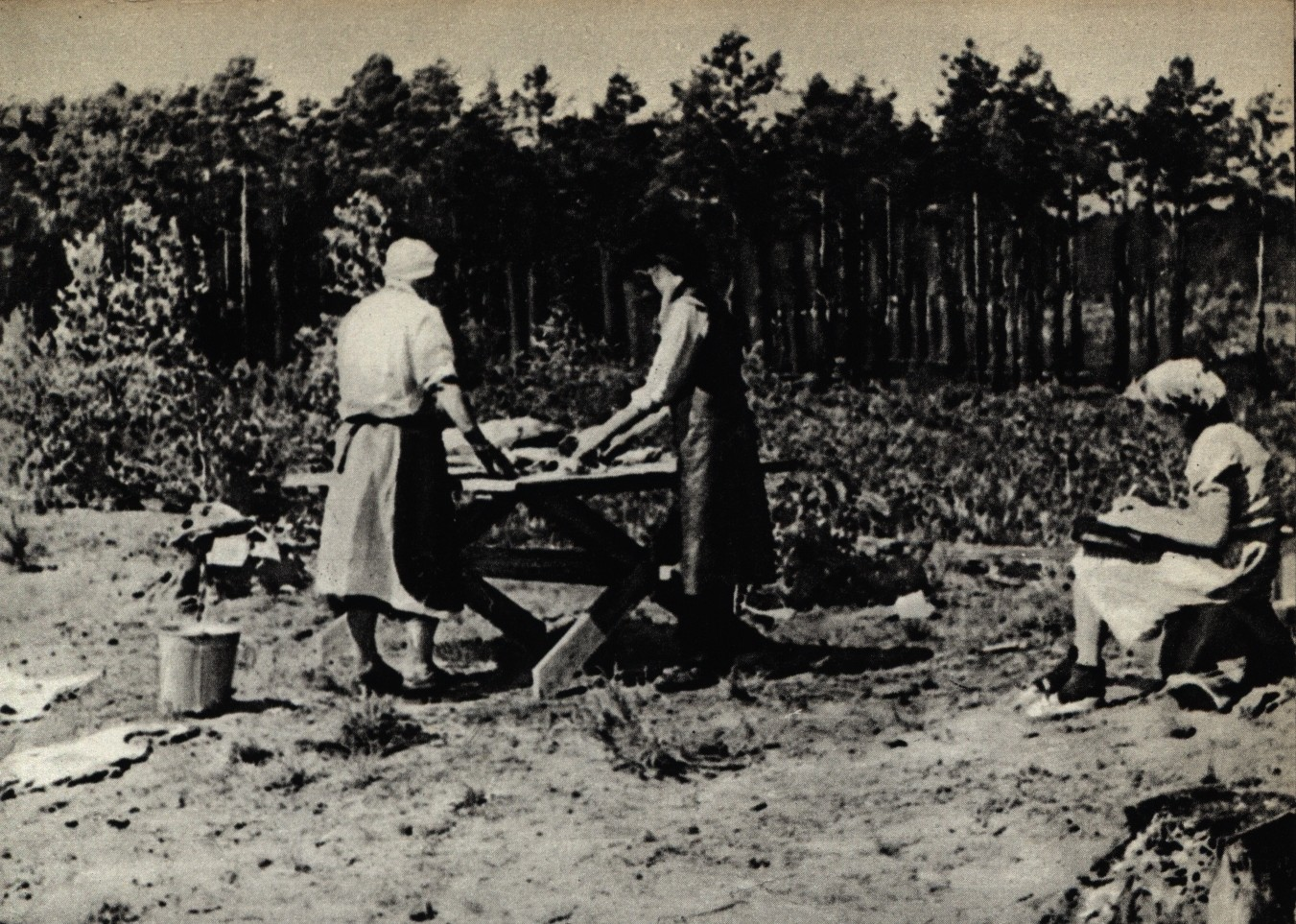
Profesor Grzywo-Dąbrowski (w środku) podczas prac ekshumacyjnych na miejscu straceń w Palmirach

Wiktor Grzywo-Dąbrowski (ur. 15 sierpnia 1885 w Zadońsku, zm. 21 grudnia 1968 w Warszawie) – polski lekarz, specjalista medycyny sądowej, profesor medycyny sądowej na Uniwersytecie Warszawskim, kierownik Biblioteki Głównej Akademii Medycznej w Warszawie.

## Życiorys
Syn geometry Kazimierza i Stanisławy z Dąbrowskich, miał brata Waleriana i siostrę Marię. Uczęszczał do gimnazjum klasycznego w Saratowie, które ukończył w 1904 roku. W latach 1905–1911 studiował medycynę na Uniwersytecie Jagiellońskim. Dyplom nostryfikował na Uniwersytecie w Kazaniu (1912). Od 1918 do 1921 roku był zatrudniony w pracowni neurobiologicznej Edwarda Flataua w Towarzystwie Naukowym Warszawskim. W 1921 został profesorem nadzwyczajnym medycyny sądowej na Uniwersytecie Warszawskim, w 1929 został profesorem zwyczajnym. W latach 1932/1933 i 1938/1939 był dziekanem Wydziału Lekarskiego Uniwersytetu Warszawskiego. 
Redagował „Czasopismo Sądowo-Lekarskie” i „Archiwum Medycyny Sądowej, Psychiatrii Sądowej i Kryminalistyki”. Od 1946 członek zwyczajny Towarzystwa Naukowego Warszawskiego. 
Zmarł w Warszawie, pochowany na cmentarzu Powązkowskim (kwatera 38-2-27).

## Wybrane prace
- Experimentelle Untersuchungen über die zentralen Riechbahnen des Kaninchens, 1911
- Dzieciobójstwo z punktu widzenia prawnego i sądowo-lekarskiego, 1927
- Podręcznik medycyny sądowej : dla studentów medycyny i lekarzy. Warszawa: Lekarski Instytut Naukowo-Wydawniczy, 1948.
- Medycyna sądowa dla prawników. Warszawa: Wydawnictwo Prawnicze, 1957
- Badanie zwłok i miejsca gdzie były znalezione. Warszawa: Państwowy Zakład Wydawnictw Lekarskich, 1959.

## Ordery i odznaczenia
- Krzyż Komandorski Orderu Odrodzenia Polski (1958)[1]
- Krzyż Kawalerski Orderu Odrodzenia Polski (1947)[1]
- Złoty Krzyż Zasługi (11 listopada 1937)[5]
- Medal 10-lecia Polski Ludowej (13 stycznia 1955)[6]

## Upamiętnienie
Kamienna tablica pamiątkowa ku czci prof. Grzywo-Dąbrowskiego oraz sala wykładowa jego imienia znajdują się w gmachu Medycyny Sądowej przy ul. Oczki 1.
Jest jedną z drugoplanowych postaci spektaklu telewizyjnego Pseudonim Anoda z 2008 roku (reż. Mariusz Malec). W jego rolę wcielił się Krzysztof Wakuliński.